# Rassberg
Der Rassberg liegt auf dem Gebiet der Gemeinde Neunkirchen im Kreis Siegen-Wittgenstein in Nordrhein-Westfalen. Er hat eine Höhe von 417,8 m. Der gleichnamige Bergrücken zieht sich bis zum Bautenberg in Richtung Wilden. Auf ihm liegt der 431,5 m hohe Leyenkopf. Beide gehören zum Naturraum Mittleres Hellertal.

## Geschichte
Am Berg oder am Bergrücken des Rassberges lagen die Grube „Ludwigseck“ auf Salchendorfer Seite und „Fortuna“ und „Tannenwald“ auf der Zeppenfelder Seite. In den Gruben „Fortuna“ und „Tannenwald“ (1830–1865) wurde Bleiglanz und Brauneisenstein abgebaut.
In den 1970er Jahren wurde am westlichen Hang des Berges ein großes Wohngebiet mit zwei Schulen angelegt. Das Gebiet teilt sich auf in Salchendorfer und Zeppenfelder Gebiet, die Einwohner werden allerdings offiziell dem Ort Neunkirchen zugeteilt.

## Siehe auch

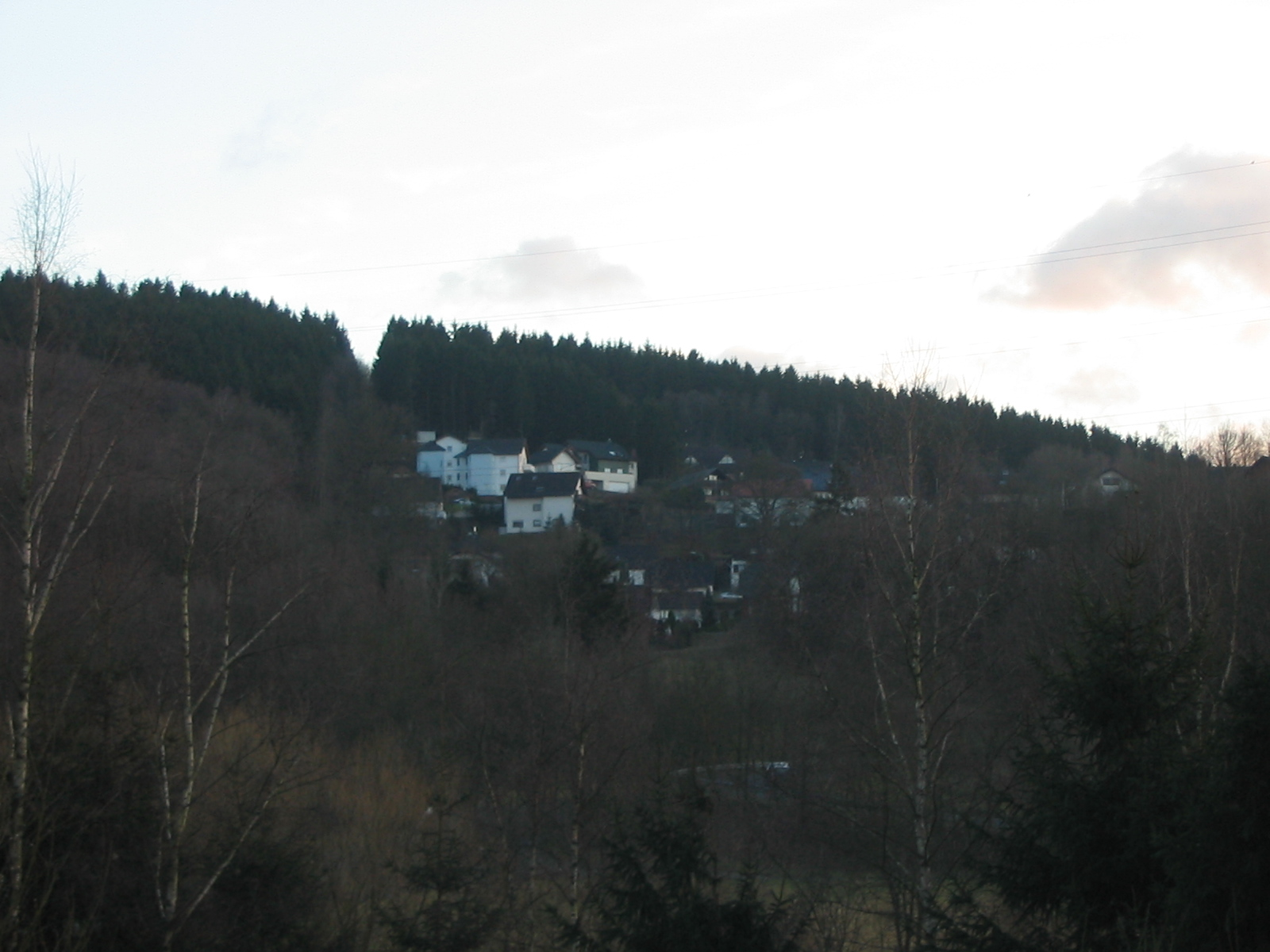
Die Bebauung am Rassberg teilt sich in Salchendorf und Zeppenfeld auf.